# Récession de bilan
 (juin 2022).
La récession de bilan (ou déflation de bilan) est un type de récession ou de perte de valeur dans le système économique qui est due à une chute de la valeur des actifs financiers dans le bilan comptable des entreprises, souvent liée à l'augmentation relative du niveau de la dette de l'entreprise. Le concept est connexe de celui de la déflation par la dette d'Irving Fisher. Il a été inventé par Richard Koo en 2011.

## Concept
Face à la Grande Dépression, l'économiste Irving Fisher rompt avec ses anciennes théories et réfléchit à l'existence de mécanismes qui empêchent l'autorégulation des marchés. Il s'intéresse notamment à la question de la déflation (baisse généralisée du niveau des prix dans une économie), qui touche alors les États-Unis. Il remarque qu'entre 1929 et 1933, la chute du niveau des prix a causé une augmentation des poids de la dette. 
La déflation de bilan est liée à une réduction relative de la valeur des actifs (de la richesse) de l'entreprise par rapport à son passif, c'est-à-dire ses engagements. Même dans le cas où la valeur des actifs reste la même en valeur nominale, l'augmentation de la dette la réduit en valeur relative. La récession de bilan est dangereuse en ce qu'elle signifie que l'économie ne manque pas seulement de liquidités (ce qui peut être réglé par une politique monétaire reflationniste) : les entreprises sont frappées par un manque de fonds propres, et son capital fond, ce qui accroît son risque d'insolvabilité.
L'effet de ce mécanisme de déflation par la dette sur le bilan des entreprises est appelé en 2011 par Richard Koo la « déflation de bilan ».

## Historique
La Grande dépression est marquée par un fort épisode de récession de bilan. Il est réglé par le policy-mix du président des États-Unis Franklin Delano Roosevelt et de la Réserve fédérale des États-Unis, qui provoque une reflation et augmentant la demande intérieure (d'investissement comme de consommation).
Le Japon connaît une forte récession de bilan durant les années de la décennie perdue (années 1990). Les entreprises japonaises voient leurs capacités d'investissement réduites par l'augmentation relative du poids de leur dette.